# Tunnel Zhongnanshan
Il tunnel Zhongnanshan, o tunnel Qinling Zhongnanshan (秦嶺終南山隧道 in cinese), è la galleria stradale a due tubi più lunga al mondo. È anche la seconda galleria stradale più lunga al mondo in assoluto, dopo il Tunnel di Lærdal in Norvegia.
Il traforo, della lunghezza di 18.040 m, attraversa il Zhongnanshan (Montagne di Zhongnan) nella provincia dello Shanxi, in Cina. La copertura massima della galleria ammonta a 1.640 metri. Venne aperta al traffico il 20 gennaio 2007, diventando parte dell'autostrada Xi'an-Ankang tra le contee di Chang'an e Zhashui.
I costi per la costruzione ammontarono a 3.2 miliardi di Yuan o circa 300 milioni di Euro.